# روبوکستینگ
روبوکَستینگ (به انگلیسی: Robocasting) نوعی ساخت افزایشی بر مبنای اکستروژن مواد می‌باشد که به اکستروژن روبوتیک نیز معروف است. به طور کلی در فرایندهای بر مبنای اکستروژن، جریان پیوسته‌ای از مواد به صورت خمیر لایه-لایه با استفاده از یک نازل اکستروژن و ترکیب آن با یک سیستم حرکت سه‌بعدی توزیع می‌شود.

امروزه ساخت افزایشی بر پایه اکستروژن مواد با یک سری قابل کنترل با کامپیوتر، انواع روش‌های تولید را ایجاد کرده‌است. روش‌های ساخت افزایشی بر پایه اکستروژن به‌طور ویژه برای فراوری مواد بیولوژیکی توسعه پیدا کرده‌است که به آن‌ها بایو-پرینتر گفته می‌شود.

این روش‌های ساخت افزایشی به دو زیرگروه تقسیم می‌شوند:

الف) فرایندهای اکستروژن بر پایه ذوب مواد
ب) فرایندهای اکستروژن بدون ذوب مواد
روبوکَستینگ به عنوان یکی از متداول‌ترین تکنیک‌های ساخت افزایشی در حیطه فرایندهای اکستروژن بدون ذوب مواد می‌باشد. این روش ساخت افزایشی اولین بار در آزمایشگاه‌های ملی ساندیا (Sandia National Laboratories) تحت عنوان روبوکستینگ ثبت اختراع شد . 
روبوکَستینگ در اصل یک روش برای ساخت سرامیک‌های متراکم و کامپوزیت‌ها می‌باشد. به عبارتی این روش یک فرایند سرامیکی است که در آن یک کامپیوتر رسوب دوغاب کلوییدی سرامیکی با غلظت بالا را کنترل می‌کند. یعنی دوغاب لایه به لایه از یک سرنگ که به صورت کنترل شده و مطابق نقشه تعریف شده جا به جا شده و رسوب می‌کند.این فرایند در اصل بدون چسب و با کمتر از 1 درصد مواد آلی است و قطعات ساخته شده در کمتر از 24 ساعت خشک شده و زینتر می‌شوند. 
در مقایسه با ریخته‌گری ژلی و روش‌های دیگر ساخت افزایشی، در روبوکسیتنگ واکنش‌های پلیمریزاسیون مواد آلی و یا انجماد مذاب پلیمری اتفاق نمی‌افتد؛ اما در مقابل، جهت ساخت یک قطعه مطایق نقشه، روبوکستینگ به رئولوژی دوغاب رسوب کرده و خشک شدن جزئی هر لایه تکیه می‌کند .

## فرایند روبوکَستینگ
روبوکَستینگ مانند هر روش ساخت افزایشی دیگر، با یک فرایند نرم‌افزاری آغاز می‌شود. ابتدا از شکلی که قرار است ساخته شود، یک فایل CAD ایجاد شده، سپس فایل به فرمت STL تبدیل شده و در نهایت فایل به دستگاه ساخت افزایشی منتقل می‌شود . درواقع با تبدیل به فایل STL، شکل مورد نظر را به لایه‌هایی با ضخامت مشابه قطر نازل تقسیم می‌کند. قطعه با اکسترود کردن یک رشته مداوم از مواد به شکل مورد نیاز برای پر کردن لایه اول تولید می‌شود. در مرحله بعد، صفحه ساخت به پایین و یا نازل به سمت بالا منتقل می‌شود و لایه بعدی مطابق الگو، اکسترود می‌شود. این فرایند تا زمان کامل شدن شکل سه بعدی تکرار می‌شود. مکانیزم‌های عددی کنترل شده معمولاً برای جابجایی نازل در یک مسیر ابزار محاسبه شده تولید شده توسط یک نرم‌افزاری ساخت به کمک رایانه CAM استفاده می‌شوند. موتورهای استپر Stepper motors یا موتورهای سروو servo motors معمولاً برای جابجایی نازل حتی با دقت به اندازه نانومتر استفاده می‌شوند .
پس از ساخت، شکل سه بعدی در این مرحله بسیار شکننده و نرم است. با خشک کردن ، چسب زدایی و زینتر شکل ساخته شده به خصوصیات مکانیکی مورد نظر می‌رسد.

بسته به ترکیب مواد، سرعت چاپ و محیط چاپ، روبوکَستینگ به طور معمول می‌تواند با برآمدگی‌های ملایم و مناطق بزرگ پوشا، چندین برابر طول قطر رشته، که در آن سازه از پایین پشتیبانی نمی‌شود، مقابله کند . این ویژگی امکان چاپ داربست‌های سه بعدی پیچیده را فراهم می‌کند، امکاناتی که توسط سایر روش‌های ساخت افزودنی قابل انجام نیست. این روش در زمینه ساخت بلورهای فوتونی، پیوند استخوان، پایه کاتالیزور و فیلترها قابلیت خوبی از خود نشان داده‌است. علاوه بر این، ساختارهای پشتیبانی نیز می‌توانند از مواد فرار چاپ شوند که به راحتی از بین می‌رود. درنتیجه تقریباً هر شکلی در هر جهتی قابل چاپ است.

## دوغاب روبوکَستینگ
دوغاب‌های سرامیکی در این روش معمولاً حاوی 65%-50 حجمی پودر سرامیکی، کمتر از 1% حجمی افزودنی‌های و 50%-35 حجمی حلال فرار (معمولاً آب) است.
به طور کلی یک دوغاب روبوکستینگ باید دارای سه ویژگی باشد:
1)به اندازه کافی پزودوپلاستیک باشد تا با نرخ‌های برشی کم جریان یابد و از روزنه کوچک نازل عبور کند.
2)رئولوژی دوغاب قابلیت تغییر از پزودوپلاستیک به دیلاتانت را در حین اکستروژن داشته باشد.
3)لایه‌ها باید بتوانند بدون ایحاد عیب روی هم قرار گرفته و یک قطعه را بسازند .
در این فرایند، در حین اکستروژن دوغاب از نازل و در واقع هنگامی که خشک شدن جزئی خمیر صورت می‌گیرد، رفتار دوغاب از پزودوپلاستیک به دیلاتانت تغییر می‌کند. تغییر رفتار دوغاب باعث محدود شدن کمترین اندازه قطر نازل به اندازه μm 500 می‌شود. به علاوه، با کنترل خواص شیمیایی سوسپانسیون سرامیکی، می‌توان تبدیل برگشت‌پذیر به ژل را نیز فراهم کرد. در این حالت، شبکه ژلی بین ذرات سرامیکی در حین اکستروژن شکسته شده و دوغاب جریان می‌یابد اما به محض این که خمیر بر روی لایه رسوب می‌کند، ویسکوزیته به دلیل فلوکوله یا ژل شدن افزایش می‌یابد. گاهی اوقات از روغن غیر ترشونده نیز جهت جلوگیری از خشک شدن و مسدود شدن نازل استفاده می‌شود .
در مورد رئولوژی دوغاب، تحقیقات نشان داده‌است که در غلظت‌های کم، دوغاب طبیعتاً ویسکوزیته کمی داشته و دارای رفتار نیوتنی است ولی با افزایش درصد حجمی پودر سرامیکی تا حدود 40 درصد، با وجود ویسکوزیته پایین، دوغاب از خود رفتار پزودوپلاستیک و رقیق شدن برشی نشان می‌دهد. با رسیدن درصد حجمی پودر به 60 درصد، برخورد و میانکنش‌های بین ذره‌ای غالب شده و ویسکوزیته آغاز به افزایش کرده و رئولوژی به شدت به رقیق شدن برشی میل می‌کند. در حدود 63 درصد حجمی پودر سرامیکی در دوغاب، موبیلیته ذرات کاهش پیدا کرده و دوغاب دیلاتانت می‌شود. درنتیجه، در تهیه دوغاب‌های روبوکستینگ ترجیح بر این است که درصد حجمی پودر سرامیکی به اندازه‌ای باشد که رفتار دوغاب به دیلاتانسی میل کند. اما در کل کنترل شرایط مناسب اکستروژن پیچیده بوده و به عوامل متعددی مانند فشار ورودی، دما، قطر نازل، گرانش و خشک شدن مواد خمیری نیز وابسته است .

.

## کاربردها
یکی از کاربردهای روبوکَستینگ که تحقیقات زیادی در رابطه با آن شده‌است، تولید بافت‌های ایمپلنت‌های زیست-سازگار است. سازه‌های مشبک پشته شده (Woodpile) می‌توانند به راحتی ساخته شوند. این سازه‌ها باعث می‌شوند استخوان و سایر بافت‌های بدن انسان رشد کرده و در نهایت پیوند را جایگزین کنند. شیشه‌های فسفات کلسیم و هیدروکسی آپاتیت به دلیل زیست سازگاری و شباهت ساختاری آنها با استخوان، به عنوان مواد کاندید مورد بررسی گسترده قرار گرفته‌اند . سایر کاربردهای بالقوه شامل تولید ساختارهای سطح بالا خاص ، مانند بسترهای کاتالیزور یا الکترولیتهای سلول سوختی است .